# Josh Vela
Joshua James Vela, detto Josh (Salford, 14 dicembre 1993), è un calciatore inglese, centrocampista del Carlisle Utd.

## Caratteristiche tecniche
Centrocampista molto duttile, viene schierato prevalentemente come trequartista, ma può giocare anche come mediano e terzino, nonché come attaccante.

## Carriera
Cresciuto nel settore giovanile del Bolton, debutta con la prima squadra del club inglese il 21 aprile 2012, in occasione della partita di campionato pareggiata per 1-1 contro lo Swansea City. Il 21 marzo 2014 viene ceduto in prestito mensile al Notts County, poi prolungato fino al termine della stagione.
Il 17 luglio 2019 passa all'Hibernian, con cui firma un triennale; il 20 gennaio seguente fa ritorno in Inghilterra, legandosi fino al 2022 con lo Shrewsbury Town.

## Statistiche

### Presenze e reti nei club
Statistiche aggiornate al 2 agosto 2020.
| Stagione        | Squadra         | Campionato      | Campionato | Campionato | Coppe nazionali | Coppe nazionali | Coppe nazionali | Coppe continentali | Coppe continentali | Coppe continentali | Altre coppe | Altre coppe | Altre coppe | Totale | Totale | Totale |
| Stagione        | Squadra         | Comp            | Pres       | Reti       | Comp            | Pres            | Reti            | Comp               | Pres               | Reti               | Comp        | Pres        | Reti        | Pres   | Reti   |        |
| --------------- | --------------- | --------------- | ---------- | ---------- | --------------- | --------------- | --------------- | ------------------ | ------------------ | ------------------ | ----------- | ----------- | ----------- | ------ | ------ | ------ |
| 2011-2012       | Bolton          | PL              | 3          | 0          | FACup+CdL       | 0+0             | 0               | -                  | -                  | -                  | -           | -           | -           | 3      | 0      |        |
| 2012-2013       | Bolton          | FLC             | 4          | 0          | FACup+CdL       | 2+1             | 0               | -                  | -                  | -                  | -           | -           | -           | 7      | 0      |        |
| 2013-mar. 2014  | Bolton          | FLC             | 0          | 0          | FACup+CdL       | 1+1             | 0               | -                  | -                  | -                  | -           | -           | -           | 2      | 0      |        |
| mar.-mag. 2014  | Notts County    | FL1             | 7          | 0          | FACup+CdL       | -               | -               | -                  | -                  | -                  | FLT         | -           | -           | 7      | 0      |        |
| 2014-2015       | Bolton          | FLC             | 29         | 0          | FACup+CdL       | 3+0             | 0               | -                  | -                  | -                  | -           | -           | -           | 32     | 0      |        |
| 2015-2016       | Bolton          | FLC             | 31         | 2          | FACup+CdL       | 3+1             | 0               | -                  | -                  | -                  | -           | -           | -           | 35     | 2      |        |
| 2016-2017       | Bolton          | FL1             | 46         | 9          | FACup+CdL       | 3+1             | 1+0             | -                  | -                  | -                  | FLT         | 3           | 0           | 53     | 10     |        |
| 2017-2018       | Bolton          | FLC             | 30         | 1          | FACup+CdL       | 1+0             | 0               | -                  | -                  | -                  | -           | -           | -           | 31     | 1      |        |
| 2018-2019       | Bolton          | FLC             | 17         | 0          | FACup+CdL       | 1+1             | 0               | -                  | -                  | -                  | -           | -           | -           | 19     | 0      |        |
| Totale Bolton   | Totale Bolton   | Totale Bolton   | 129        | 12         |                 | 17              | 1               |                    | -                  | -                  |             | 3           | 0           | 149    | 13     |        |
| 2019-gen. 2020  | Hibernian       | SP              | 9          | 0          | SC+SLC          | 0+5             | 0+1             | -                  | -                  | -                  | -           | -           | -           | 14     | 1      |        |
| gen.-giu. 2020  | Shrewsbury Town | FL1             | 4          | 0          | FACup+CdL       | 0+0             | 0               | -                  | -                  | -                  | FLT         | -           | -           | 4      | 0      |        |
| Totale carriera | Totale carriera | Totale carriera | 180        | 12         |                 | 24              | 2               |                    | -                  | -                  |             | 3           | 0           | 207    | 14     |        |